# Ten Black Years
Ten Black Years es un álbum recopilatorio de las mejores canciones de la banda de thrash metal alemán, Sodom.

## Lista de temas

### Primer Disco
- 1. "Tired and Red" - 5:27
- 2. "The Saw Is the Law" - 5:51
- 3. "Agent Orange" - 6:05
- 4. "Wachturm/Erwachet (live)" - 4:07
- 5. "Ausgebombt" - 3:04
- 6. "Sodomy and Lust (live)" - 5:03
- 7. "Remember the Fallen (live)" - 4:46
- 8. "Nuclear Winter" - 5:25
- 9. "Outbreak of Evil" - 4:46
- 10. "Resurrection" - 4:48
- 11. "Bombenhagel (live)" - 6:38
- 12. "Masquerade in Blood" - 3:20
- 13. "Bullet in the Head" - 3:02
- 14. "Stalinhagel (live)" - 6:47
- 15. "Shellshock (live)" (Cover Tank) - 2:16
- 16. "Angel Dust" (Cover Venom) - 3:39

### Segundo Disco
- 1. "Hunting Season" - 4:29
- 2. "Abuse" - 1:45
- 3. "1000 Days of Sodom" (Cover Venom) - 4:43
- 4. "Gomorrah" - 2:18
- 5. "Unwanted Youth" - 3:35
- 6. "Tarred & Feathered" - 3:02
- 7. "Iron Fist (live)" (Cover Motörhead) - 2:58
- 8. "Jabba the Hut" - 2:32
- 9. "Silence Is Consent" - 2:30
- 10. "Incest (live)" - 4:28 (from EP "Ausgebombt")
- 11. "Shellfire Defense" - 4:22
- 12. "Gone to Glory" - 1:59 (recorded during the soundcheck at Docks, Hamburg, 10 de mayo de 1994)
- 13. "Fratricide" - 2:50 (recorded during the soundcheck at Docks, Hamburg, 10 de mayo de 1994)
- 14. "Verrecke!" - 2:49
- 15. "One Step over the Line" - 5:08
- 16. "My Atonement" - 6:04
- 17. "Sodomized" - 2:38
- 18. "Aber bitte mit Sahne" (Cover Udo Jürgens) - 3:14
- 19. "Die Stumme Ursel" - 3:48
- 20. "Mantelmann" - 2:10

- Datos: Q24702